# Chiesa di Sant'Agata (Arzignano)
La chiesa di Sant'Agata si trova a Tezze, frazione del comune di Arzignano, in provincia di Vicenza. La chiesa è la testimonianza di un culto risalente almeno al XIV secolo: in quel periodo esisteva probabilmente solo un capitello o una piccola cappella, che venne  dedicata a Sant'Agata nel 1413, dopo l'Assedio degli Ungheri al castello di Arzignano e successivamente fu ampliata nel 1931.